# Santiago-Pontones
Santiago-Pontones er en kommune i det sydlige Spanien i provinsen Jaén. Den har et indbyggertal på 2.701 (2024) indbyggere.